# 티모시 윌리엄슨
티모시 윌리엄슨(1955년생)은 철학적 논리학, 언어철학, 인식론 및 형이상학에 주요 연구 관심을 두고 있는 철학자이다. 그는 옥스포드 대학의 논리학 교수이자 옥스퍼드 뉴 칼리지의 펠로우이다.
모호함에 대해 그는 겉보기에 모호해 보이는 모든 술어(예: "대머리" 또는 "얇은")는 실제로 우리가 알 수 없는 예리한 경계를 가지고 있다고 생각한다. 예를 들어, 그 숫자를 가진 사람은 대머리가 되고 머리카락이 한 개라도 더 있는 사람은 머리카락이 있다. 실제로, 이 상태는 모발 수의 관점에서 부분적으로만 설명될 것이지만, 관련 측정값이 무엇이든 간에 예리한 경계가 있을 것이다. 이러한 해결책은 놀랍고 받아들일 수 없는 결과로 간주되었지만, 그에 대한 그의 변호 이후 상대적으로 주류 견해가 되었다.
인식론에서 윌리엄슨은 지식의 개념을 분석할 수 없다고 제안한다. 이는 지식을 구성하는 개념으로 분석할 수 있다고 주장하는 그 당시까지의 철학 문헌의 일반적인 경향에 어긋나는 것이었다.
형이상학에서 윌리엄슨은 모든 것이 필연적으로 존재한다는 필연주의를 옹호한다.